# 林燫
林燫（1524年—1580年），字貞恒，號對山，福建福州府閩縣林浦鄉人，明朝政治人物。

## 生平
嘉靖二十五年（1546年）丙午科福建鄉試第九名舉人，嘉靖二十六年（1547年）聯捷丁未科進士。改庶吉士，授翰林院檢討，升修撰。之後擔任景恭王講讀，隨後在國子監任職，三次升遷，直至祭酒。至此林氏祖孫三代林瀚、林庭機、林燫均擔任祭酒一職，為史上獨有。之後，改為禮部右侍郎，擔任日講官。不久，再遷吏部侍郎，調任南京，兼署禮部事務。當時魏國公徐鵬欲廢長立幼，林燫持不可。
萬曆元年（1573年），升任南京工部尚書，改南京禮部尚書。因母喪離職，服闋，因父老乞歸養。卒年五十七，贈太子少保，諡文恪。

## 著作
著有《林学士诗集》、《林学士文集》、《两京奏疏》、《经筵讲草》、《四書直讲》、《五经解疑》。

## 家族
福州東林家族在明朝一季，共有八位進士，其中有五位官至尚書。史稱「三代五尚書，七科八進士」。
曾祖林鏐，知府 累贈南京吏部尚書 加贈太子太保；祖父林瀚，南京兵部尚書 贈太子太保 諡文安；伯父林庭㭿，太子太保工部尚書；父林庭機，南京禮部尚書。母李氏（累封夫人）。弟林烴，太仆寺少卿；林爖。
三子林世吉，户部员外郎；林世勤；林世陞。